# سورف ایر
سورف ایر (به انگلیسی: Surf Air) یک شرکت هواپیمایی است که در تاریخ ۲۰۱۳ میلادی تأسیس شده و در تاریخ ۱۳ ژوئن ۲۰۱۳ فعالیتش را آغاز کرده‌است. دفتر مرکزی سورف ایر در سنتا مونیکا، کالیفرنیا، ایالات متحده آمریکا واقع شده‌است و به ۱۲ مقصد، پرواز انجام می‌دهد.